# Andfjorden
Andfjorden es un fiordo ubicado en el límite entre los municipios de los condados de Nordland y Troms og Finnmark en Noruega. Se extiende entre las islas de Andøya y Senja y en su interior están las islas de Grytøya, Bjarkøya y Krøttøya. La principal ruta de transporte es la línea de ferry Andenes–Gryllefjord entre los municipios de Andøy y Torsken.
Tiene 60 km de largo por 30 km de ancho y una profundidad máxima de 517 m, permitiendo que habiten cachalotes y orcas. La excursiones marinas abarcan el área entre Andenes y Krøttøya. Algunos fiordos secundarios del Andfjorden son los de Kvæfjorden, Godfjorden y Vågsfjorden.
Hay un arrecife de coral cerca de las islas Steinavær .